# Canero (Valdés)
Canero (en asturiano y oficialmente, Caneiru) es una parroquia del concejo de Valdés, situado a 10 km de Luarca (Asturias, España). La capital oficiosa de la parroquia es el pueblo de Querúas. El río Esva pasa por el pueblo, del mismo nombre que la parroquia. La población empadronada a 1 de enero de 2008 es de 984 personas.

## Poblaciones
Sus poblaciones son:
- Canero (Caneiru)
- Anguileiro (Anguileiru)
- Argumoso (Argumosu)
- Busto (Bustu)
- Caroyas
- Casiellas (Casieḷḷas)
- Cueva
- Chano de Canero, El (Chanu, El)
- Fixuecas
- Mouruso (Mourusu)
- Querúas (Queirúas, capital de parroquia)
- Quintana
- Ranón
- San Cristóbal (San Cristuébanu)

## Demografía
| 1115              | 1103 | 1073 | 1046 | 1034 | 999 | 984 |
| (Fuente: {{INE}}) |      |      |      |      |     |     |

## Transportes
Ferrocarril
Por la parroquia pasa la línea Ferrol - Gijón que cuenta con una estación en Casiellas, en la que efectúan parada los regionales Ferrol - Oviedo.

## Cultura
En esta localidad nació la bioquímica, doctora en Ciencias químicas y bióloga molecular española Margarita Salas.